# Ouled Addi Guebala
Ouled Addi Guebala (em árabe: أولاد عدى القبالة) é uma cidade e comuna localizada na província de M'Sila, Argélia. Segundo o censo de 2008, a população total da cidade era de 25 456 habitantes.